# タガログ族
タガログ族またはタガログ人（英:Tagalog）は、フィリピンの主要民族の一つである。単に、タガログとも呼ぶ。

## 概要
主にルソン島中部・南西部、ミンドロ島海岸平野部、ボアク島などに住み、フィリピン共和国の人口の28.1%を占める(2012年)。
「タガログ(Tagalog)」の名称は、「水辺の人々」を意味する「タガ・イロッグ(Taga-ilog)」に由来すると考えられている。　

## 文化

### 言語
オーストロネシア語族に属するタガログ語を母語とし、多くの人が英語を話せる。かつての宗主国スペインのスペイン語は次第に使われなくなっている。また、この二言語が混じったタグリッシュがある。

### 宗教
300年にわたるスペインの植民地支配により、民族人口の8割以上がカトリック教徒であるが、土着の民間信仰も残っている。